# جوزيف بواسان
جوزيف رينيه كازيمير بواسان ،هو سياسي فرنسي، من مواليد 15 كانون الثاني 1869 في سان ألبان سو سامزون ( أرديش ) وفيها توفي في 19 نيسان 1947

## سيرة ذاتية
جوزيف بواسان هو الطفل الحادي عشر لعائلة محلية من الطبقة المتوسطة،أصبح طبيبًا في جوايوز في عام 1895 . ولكن سرعان ما اهتم بواسان بالشؤون العامة، و قد خاض انتخابات الكانتونال عام 1908 و حين تم انتخابه، وأصبح مستشارًا عامًا لكانتون جوايوز ، وهو المنصب الذي شغله حتى وفاته.
تم تعبئته عام 1914 ، وميز نفسه خلال معركة فيردان حيث أصيب بجروح خطيرة.

في عام 1930 ، قرر الترشح في الانتخابات التشريعية الجزئية في دائرة لارجنتيير بغية تعويض جول دوكلو مونتيل ، الذي أصبح عضوًا في مجلس الشيوخ . بعد أن اكتسب سمعة جيدة كمستشار عام (وهو المنصب الذي شغله لمدة 22 ans )، تم انتخاب بواسان في ظروف ملائمة. وفي ايار 1932 ، خاض الانتخابات في دائرة لارجنتيير ضد ثلاثة مرشحين يساريين حيث تم انتخابه مرشحا للاتحاد الجمهوري ( يمين )، في الجولة الأولى من التصويت. في عام 1936 ، قرر عدم الترشح للانتخابات التشريعية ، لأنه لم تعد له رغبة في شغل منصب على المستوى الوطني. بعد تقاعده في بلدته الأصلية سان ألبان سو سامزون، احتفظ فقط بولايته كمستشار عام لكانتون جويوز .

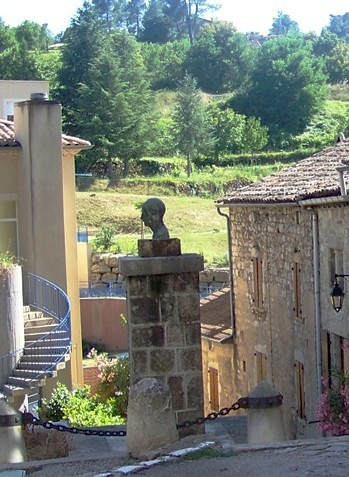
نصب تذكاري لجوزيف بويسين فيجويوز.
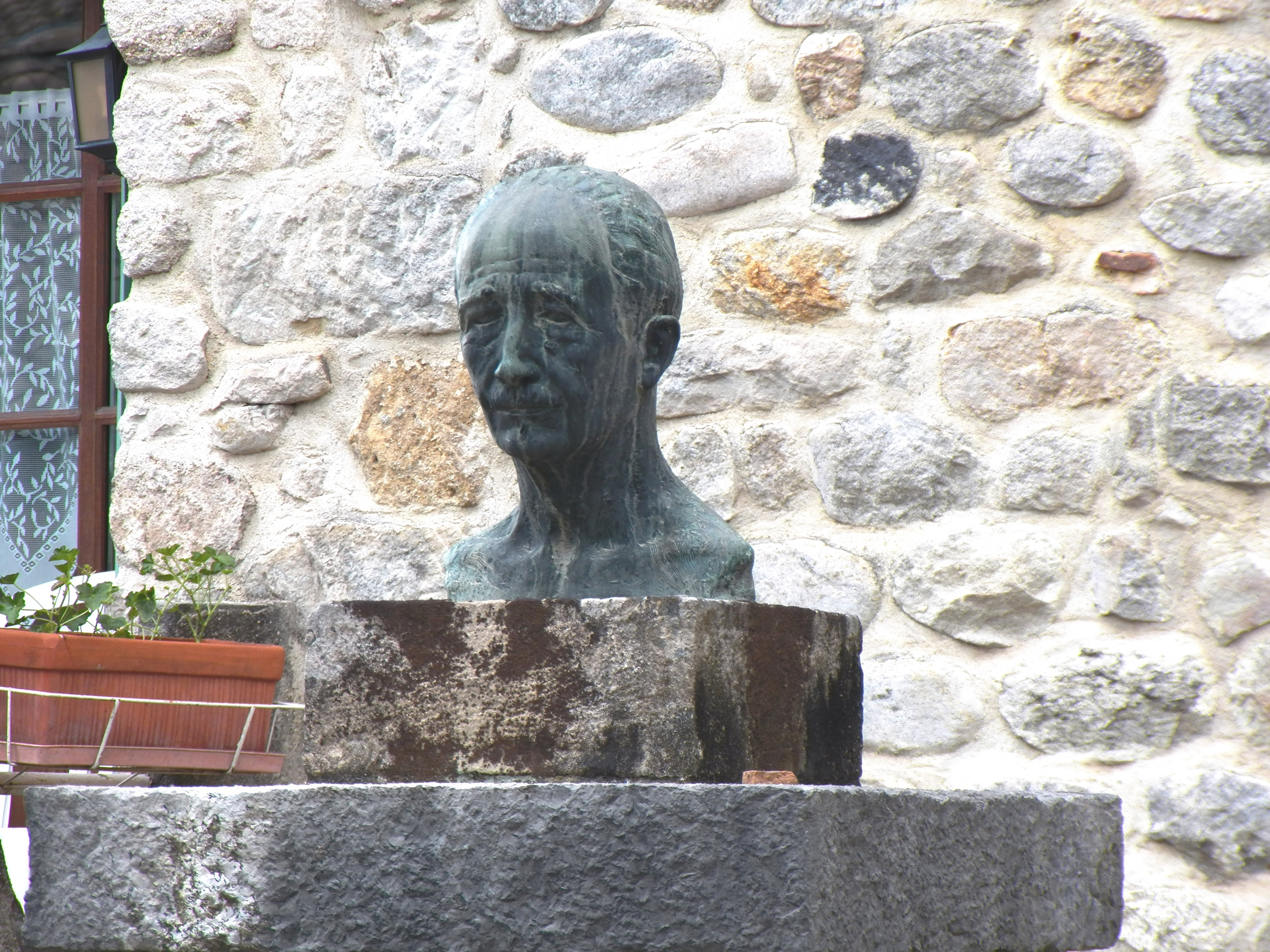
نحت على هذا النصب.

- « Joseph Boissin », dans le Dictionnaire des parlementaires français (1889-1940), sous la direction de Jean Jolly, PUF, 1960 [détail de l’édition]

## مقالات لها صلة
- الانتخابات التشريعية الفرنسية لعام 1932 في مقاطعة أرديش

## روابط خارجية
قالب:Liens